# 모하메드 아흐메드
모하메드 아흐메드(영어: Mohammed Ahmed, 1991년 1월 5일~)는 캐나다의 육상 선수로 주 종목은 장거리 달리기이다. 올림픽에 4회 참가했으며 2020년 하계 올림픽 남자 5000m 종목에서 은메달을 획득했다.
현자 남자 5000m 달리기 북아메리카 기록, 남자 3000m 달리기, 남자 1마일 달리기, 남자 2마일 달리기, 남자 10000m 캐나다 국가 기록을 보유하고 있다.